# Giovanni Michele Saraceni
Giovanni Michele Saraceni, o Saraceno ma anche Saracino (Napoli, 1º dicembre 1498 – Roma, 27 aprile 1568), è stato un nobile, cardinale e arcivescovo italiano.

## Biografia

### Infanzia
Nacque a Napoli, da Sigismondo ed Ippolita, il 1º dicembre 1498 da una famiglia nobile e di antiche origini. La coppia ebbe numerosi figli, tra i quali, appunto, Giovanni Michele. 
Durante le Guerre d'Italia del XVI secolo due dei suoi fratelli si allearono con la Francia, facendo perdere il patrimonio feudale di famiglia. Giovanni Michele era parente del cardinale Fabio Mignanelli.

### Carriera ecclesiastica
Il Saraceni divenne arcivescovo di Acerenza e Matera il 23 marzo 1536, rimanendone titolare sino al 1555. Prese parte alla prima fase del Concilio di Trento. Nonostante fosse suddito imperiale, adottò l'idea del pontefice Paolo III dello spostamento del concilio da Trento a Bologna, entrando così conflitto con Carlo V. Il papa Giulio III, apprezzandone la dottrina, lo nominò governatore di Roma dal 29 dicembre 1550 al 20 novembre 1551. Nello stesso anno il pontefice lo elevò al rango di cardinale nel concistoro del 20 novembre 1551. Venne scelto anche in qualità di amministratore apostolico della diocesi di Lecce dal settembre al dicembre 1560. Nel 1563 divenne Membro dell’Inquisizione romana. Il Saraceni è ricordato altresì tra i protettori della casa romana dei catecumeni.

### Morte
Morì il 27 aprile 1568 all'età di 69 anni.

## Genealogia episcopale e successione apostolica
La genealogia episcopale è:
- Cardinale Guillaume d'Estouteville, O.S.B.Clun.
- Papa Sisto IV
- Papa Giulio II
- Cardinale Raffaele Riario
- Papa Leone X
- Papa Clemente VII
- Cardinale Antonio Sanseverino, O.S.Io.Hieros.
- Cardinale Giovanni Michele Saraceni

La successione apostolica è:
- Cardinale Girolamo Seripando, O.E.S.A. (1554)
- Vescovo Adriano Fuscone (1554)
- Vescovo Gerolamo Melchiori (1554)
- Vescovo Fabio Capelleto (1555)
- Cardinale Virgilio Rosario (1555)
- Papa Pio V (1556)
- Arcivescovo Sigismondo Saraceno (1556)
- Cardinale Flavio Orsini (1561)
- Vescovo Annibale Saraceni (1561)
- Arcivescovo Mario Carafa (1566)
- Vescovo Pietro Lunello (1566)

## Ascendenza
|                                                                   |                              |                                                    | Genitori                                        |  |  | Nonni |  |  | Bisnonni |  |  | Trisnonni |  |
|                                                                   |                              |                                                    |                                                 |  |  |       |  |  | …        |  |  | …         |  |
|                                                                   |                              |                                                    |                                                 |  |  |       |  |  | …        |  |  | …         |  |
|                                                                   |                              | …                                                  |                                                 |  |  |       |  |  | …        |  |  |           |  |
| Michele Martino Saraceno, barone di Torella e di Rocca San Felice |                              |                                                    |                                                 |  |  |       |  |  | …        |  |  |           |  |
|                                                                   |                              | …                                                  | …                                               |  |  |       |  |  |          |  |  |           |  |
|                                                                   |                              | …                                                  | …                                               |  |  |       |  |  |          |  |  |           |  |
|                                                                   |                              | …                                                  | …                                               |  |  |       |  |  |          |  |  |           |  |
| Sigismondo Saraceno, barone di Torella                            |                              | …                                                  |                                                 |  |  |       |  |  |          |  |  |           |  |
|                                                                   |                              | Eustacchio del Tufo, XI barone di Tufo             | Giovanni Antonio del Tufo, X barone di Tufo     |  |  |       |  |  |          |  |  |           |  |
|                                                                   |                              | Eustacchio del Tufo, XI barone di Tufo             | Giovanni Antonio del Tufo, X barone di Tufo     |  |  |       |  |  |          |  |  |           |  |
|                                                                   |                              | Eustacchio del Tufo, XI barone di Tufo             | Drusiana de Macry di Santa Maria Ingrisone      |  |  |       |  |  |          |  |  |           |  |
| Raimondetta del Tufo                                              |                              | Eustacchio del Tufo, XI barone di Tufo             |                                                 |  |  |       |  |  |          |  |  |           |  |
|                                                                   |                              | Porzia della Marra                                 | Matteo Antonio della Marra, VI barone di Serino |  |  |       |  |  |          |  |  |           |  |
|                                                                   |                              | Porzia della Marra                                 | Matteo Antonio della Marra, VI barone di Serino |  |  |       |  |  |          |  |  |           |  |
|                                                                   |                              | Porzia della Marra                                 | Caterina Dentice delle Stelle                   |  |  |       |  |  |          |  |  |           |  |
| Giovanni Michele Saraceni                                         |                              | Porzia della Marra                                 |                                                 |  |  |       |  |  |          |  |  |           |  |
|                                                                   | Antonio Carafa della Stadera | Antonio "Malizia" Carafa, signore di Pescolanciano |                                                 |  |  |       |  |  |          |  |  |           |  |
|                                                                   | Antonio Carafa della Stadera | Antonio "Malizia" Carafa, signore di Pescolanciano |                                                 |  |  |       |  |  |          |  |  |           |  |
|                                                                   | Antonio Carafa della Stadera | Caterina Farfalla                                  |                                                 |  |  |       |  |  |          |  |  |           |  |
| Luigi Carafa della Stadera, signore di Rocca Mondragone           | Antonio Carafa della Stadera |                                                    |                                                 |  |  |       |  |  |          |  |  |           |  |
|                                                                   |                              | Vannella Boffa Stendardo                           | Marino Boffa                                    |  |  |       |  |  |          |  |  |           |  |
|                                                                   |                              | Vannella Boffa Stendardo                           | Marino Boffa                                    |  |  |       |  |  |          |  |  |           |  |
|                                                                   |                              | Vannella Boffa Stendardo                           | Giovannella Stendardo                           |  |  |       |  |  |          |  |  |           |  |
| Ippolita Carafa della Stadera                                     |                              | Vannella Boffa Stendardo                           |                                                 |  |  |       |  |  |          |  |  |           |  |
|                                                                   |                              | Eligio della Marra, II conte di Aliano             | Guglielmo della Marra, I conte di Aliano        |  |  |       |  |  |          |  |  |           |  |
|                                                                   |                              | Eligio della Marra, II conte di Aliano             | Guglielmo della Marra, I conte di Aliano        |  |  |       |  |  |          |  |  |           |  |
|                                                                   |                              | Eligio della Marra, II conte di Aliano             | Polissena Sanseverino                           |  |  |       |  |  |          |  |  |           |  |
| Isabella/Bernardina della Marra                                   |                              | Eligio della Marra, II conte di Aliano             |                                                 |  |  |       |  |  |          |  |  |           |  |
|                                                                   |                              | Sancia Caracciolo                                  | Giovanni Caracciolo, I conte di Burgenza        |  |  |       |  |  |          |  |  |           |  |
|                                                                   |                              | Sancia Caracciolo                                  | Giovanni Caracciolo, I conte di Burgenza        |  |  |       |  |  |          |  |  |           |  |
|                                                                   |                              | Sancia Caracciolo                                  | Lucrezia del Balzo                              |  |  |       |  |  |          |  |  |           |  |
|                                                                   |                              | Sancia Caracciolo                                  |                                                 |  |  |       |  |  |          |  |  |           |  |